# Михаїл (Квятковський)
Михаїл Квятковський (нар. 21 листопада 1961, Гаміота) — український греко-католицький єпископ, з 24 серпня 2023 року — єпископ Нью-Вестмінстерської єпархії УГКЦ.

## Життєпис
Народився 21 листопада 1961 року в м. Гаміота, провінція Манітоба, Канада. У 1975—1979 роках вчився в коледжі святого Володимира, а потім у 1980—1986 роках здобував філософсько-богословську освіту в Папському університеті святого Томи Аквінського в Римі як студент Папської української колегії святого Йосафата. У 1989 році здобув післядипломний ступінь з біоетики в Лінкольні, штат Небраска. З 1994 по 2000 рік навчався в Папському Східному Інституті, де здобув спочатку ліценціат, а потім докторат зі східного канонічного права.
Дияконські свячення отримав 14 вересня 1985 року, а священничі — 28 липня 1986 року з рук митрополита Максима Германюка. Від 1996 по 2005 рік працював в Україні, обіймаючи такі посади: канцлер курії Верховного Архиєпископа, суддя та голова трибуналу Верховного Архиєпископа, віце-ректор Українського католицького університету, професор канонічного права та голова душпастирського відділу УКУ.
Наприкінці 2005 року повернувся в Канаду, де з 2006 по 2010 рік був духівником у семінарії Святого Духа в Оттаві. Від 2014 року — канцлер Вінніпезької архиєпархії.

## Єпископ
24 серпня 2023 року Папа Франциск призначив ієрея Михаїла Квятковського єпископом Нью-Вестмінстерської єпархії.
Єпископська хіротонія відбулася 8 листопада 2023 року в катедральному соборі Святих Володимира та Ольги у Вінніпезі (Канада). Головним святителем став митрополит Вінніпезький Лаврентій Гуцуляк, а співсвятителями — владика Борис Ґудзяк, митрополит Філадельфійський, і владика Давид Мотюк, правлячий єпископ Едмонтонської єпархії.
18 листопада 2023 року в храмі Покрова Пресвятої Богородиці у Ванкувері (Канада) відбулася інтронізація владики Михаїла Квятковського.